# Hutagurgur
Hutagurgur is een bestuurslaag in het regentschap Tapanuli Tengah van de provincie Noord-Sumatra, Indonesië. Hutagurgur telt 1470 inwoners (volkstelling 2010).